# Bitwa pod Klewaniem

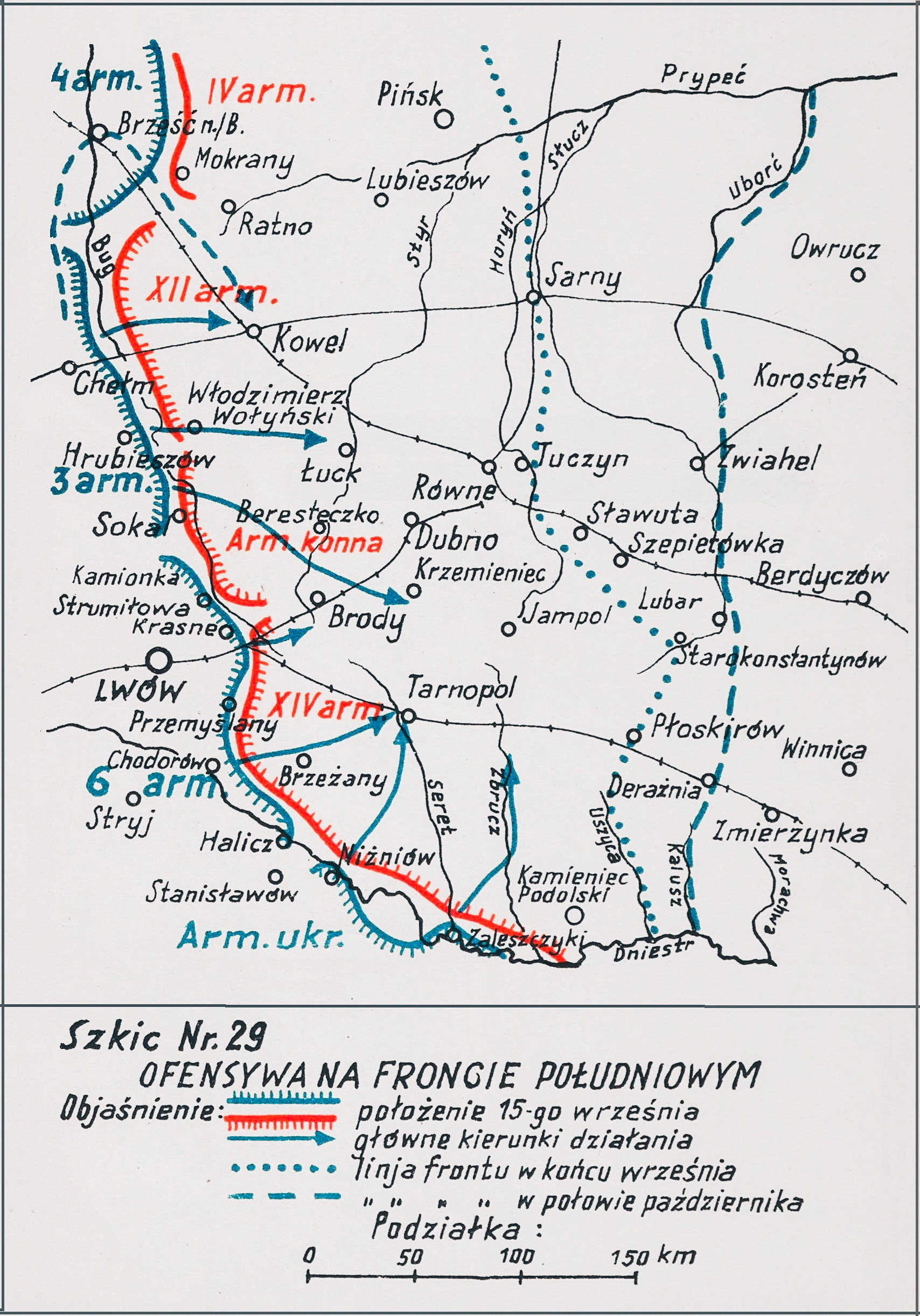
Adam Przybylski,
Wojna Polska 1918–1921

Bitwa pod Klewaniem – część wielkiej bitwy wołyńsko-podolskiej; walki polskiej 8 Brygady Jazdy ppłk. Stanisława Grzmota-Skotnickiego z sowiecką 4 Dywizją Kawalerii komdywa Siemiona Timoszenki w czasie ofensywy jesiennej wojsk polskich na Ukrainie w okresie wojny polsko-bolszewickiej.

## Geneza
2 września, jeszcze w czasie walk pod Zamościem, Naczelne Dowództwo Wojska Polskiego zdecydowało, iż 3. i 6 Armie, po stosownym przegrupowaniu, około 10 września podejmą większą akcję zaczepną w kierunku wschodnim celem „nie tylko odrzucenia nieprzyjaciela poza granice Małopolski, lecz także rozbicia i zdezorganizowania jego sił tak, aby później można było utrzymać front przy użyciu słabych sił własnych". 3 Armia przystąpiła do działań 10 września. Wstępnym etapem był zagon grupy motorowej mjr. Włodzimierza Bochenka wyprowadzony z Włodawy, który przeprawił się przez Bug i następnego dnia opanował Kowel. Za nim ruszyło natarcie sił głównych armii, w tym jej grupa manewrowa – Korpus Jazdy gen. Juliusza Rómmla. 
Sowiecka 12 Armia cofała się swoimi głównymi siłami w kierunku Łucka. Aby uniemożliwić przeciwnikowi zorganizowanie oporu na Styrze,  gen. Władysław Sikorski wydał rozkaz opanowania Łucka.
16 września, działający na styku sowieckich 12 i 14 Armii, Korpus Jazdy płk. Rómmla przy słabym oporze przeciwnika sforsował Styr na południe od Łucka i ruszył na Równe. Wieczorem korpus dotarł do Stubli.
W tym czasie pod Równem koncentrowała się 1 Armia Konna Siemiona Budionnego. Miała tam dokonać reorganizacji i przygotować się do akcji zaczepnej przeciwko wojskom polskim.

## Walczące wojska
| Jednostka                           | Dowódca                         | Podporządkowanie     |
| Wojsko Polskie                      |                                 |                      |
| dowództwo 2 Dywizji Jazdy           | płk Gustaw Orlicz-Dreszer       | Korpus Jazdy         |
| 8 Brygada Jazdy                     | ppłk Stanisław Grzmot-Skotnicki | 2 Dywizja Jazdy      |
| ⇒ 2 pułk ułanów                     | ppłk Wincenty Jasiewicz         | 8 Brygada Jazdy      |
| ⇒ 115 pułk ułanów                   | rtm. Witold Mikulicz-Radecki    | 8 Brygada Jazdy      |
| Armia Czerwona                      |                                 |                      |
| dowództwo 4 Dywizji Kawalerii       | komdyw. Siemion Timoszenko      | 1 Armia Konna        |
| ⇒ brygady kawalerii 4 DSK           |                                 | 4 Dywizja Kawalerii  |
| 131 Taraszczańska Brygada Strzelców |                                 | 44 Dywizja Strzelców |

## Walki pod Klewaniem
Nocą z 16 na 17 września szosą z Łucka na Równe przemieszczała się sowiecka Brygada Taraszczańska. Jej marsz zabezpieczały dwa pociągi pancerne. Aby przeciąć drogę sowieckiej brygadzie, rozkaz zajęcia Klewania otrzymał dowódca 2 Dywizji Jazdy płk Gustaw Orlicz-Dreszer. Opanowanie miasta pozwalało  trzymać pod kontrolą mosty na Stuble. Płk Orlicz-Dreszer skierował na Klewań 8 Brygadę Jazdy ppłk. Grzmota-Skotnickiego. Rano 17 września jej pułki rozpoczęły marsz drogą wzdłuż zachodniego brzegu Stubły. 108 pułk ułanów pozostał w Radochówce z zadaniem osłony tyłów brygady. Także 8 dywizjon artylerii konnej przerwał marsz. Przyczyną były błota, które uniemożliwiały prowadzenie armat. Idący w awangardzie brygady 2 pułk ułanów, pod Starym Żukowem, odrzucił za rzekę oddział sowieckiej piechoty. Sowieci spalili most i zajęli stanowiska na wysokim wschodnim brzegu. Prowadzili przy tym skuteczny ogień i paraliżowali wszelkie próby przeprawy przez rzekę. 
Dowódca 8 BJ zmienił zatem taktykę działania i zdecydował się na wykonanie obejścia. Maszerowano długą groblą do mostu łączącego Klewań z Zastawiem. Około 15.00 spieszony 4 szwadron 2 pułku ułanów  zaatakował miasto, wyparł z niego sowieckie oddziały i zajął wzgórza na wschodnim skraju Klewania. Pozostałe jego szwadrony zgrupowały się na rynku, a 115 pułk ułanów stanął w rejonie kościoła. Tak łatwe zwycięstwo okazało się  jednak pułapką zastawioną przez dowództwo 4 Dywizji Kawalerii. Korzystając z przeszło dwukrotnej przewagi, chciano wpuścić polskich ułanów w worek ogniowy, a potem koncentrycznym natarciem odciąć oddziały polskie od mostu na rzece i rozbić je. Około  16.30 ppłk Skotnicki wysłał 3 i 4 szwadron 2 pułku ułanów w kierunku Grabowa i Równego z zadaniem odepchnięcia nieprzyjaciela od miasta. Po wyjściu na otwarty teren ułani zostali ostrzelani silnym ogniem broni maszynowej. Jednocześnie do ataku ruszyła sowiecka szarża wspierana przez taczanki. Odpierające atak dwa szwadrony 2 p.uł. zostały zepchnięte w głąb miasta, a niewielkie oddziały Kozaków przenikały w głąb polskiego ugrupowania. Natarcie Kozaków wspierał samochód pancerny, który wjechał do miasta i swoim działaniem pociągnął za sobą tyraliery spieszonej kawalerii. W odpowiedzi ppłk Skotnicki osobiście przeprowadził spieszony 115 pułk ułanów bocznymi ulicami na wschodni kraniec miasta i obsadził nim wzgórza i park na północ od szosy. W tym czasie spieszony 1/115 p.uł. atakował bezskutecznie sowiecki samochód pancerny. Dopiero barykada wzniesiona na ul. Sosnowej powstrzymała ruch samochodu, a zwolniony szwadron  obsadził okolice cmentarza przy szosie.
W tym czasie Sowieci, kontynuując obejście, wdarli się do miasta od południa. Walkę na tym kierunku podjął dowódca 115 p.uł., który zmontował naprędce oddział złożony ze wszystkich przebywających w tym rejonie żołnierzy i zdołał odeprzeć natarcie. Grupa, pod dowództwem ppor. Piotra Dębińskiego, wyposażona w jeden ckm, zdołała zmusić nieprzyjaciela do odwrotu. Wieczorem Sowieci zaatakowali ponownie. Około 19.00 na całym froncie uderzyło pięć pułków kawalerii. Kozacy nacierali w zwartym szyku, koń przy koniu, ale tym razem obrona polska była dobrze przygotowana i natarcie odparto.

## Bilans walk
Bój pod Klewaniem związał główne siły rosyjskiej 4 Dywizji Kawalerii. Ułatwiło to 9 Brygadzie Jazdy sforsowanie Stubły pod Starym Żukowem i opanowanie Równego. Utrata Równego uniemożliwiła dowództwu  sowieckiemu planową koncentrację 1 Armii Konnej Siemiona Budionnego.
Rocznica  bitwy pod Klewaniem była do 1939 świętem 25 pułku Ułanów Wielkopolskich – spadkobiercy „wojennego” 115 pułku ułanów.